# 鸞堂

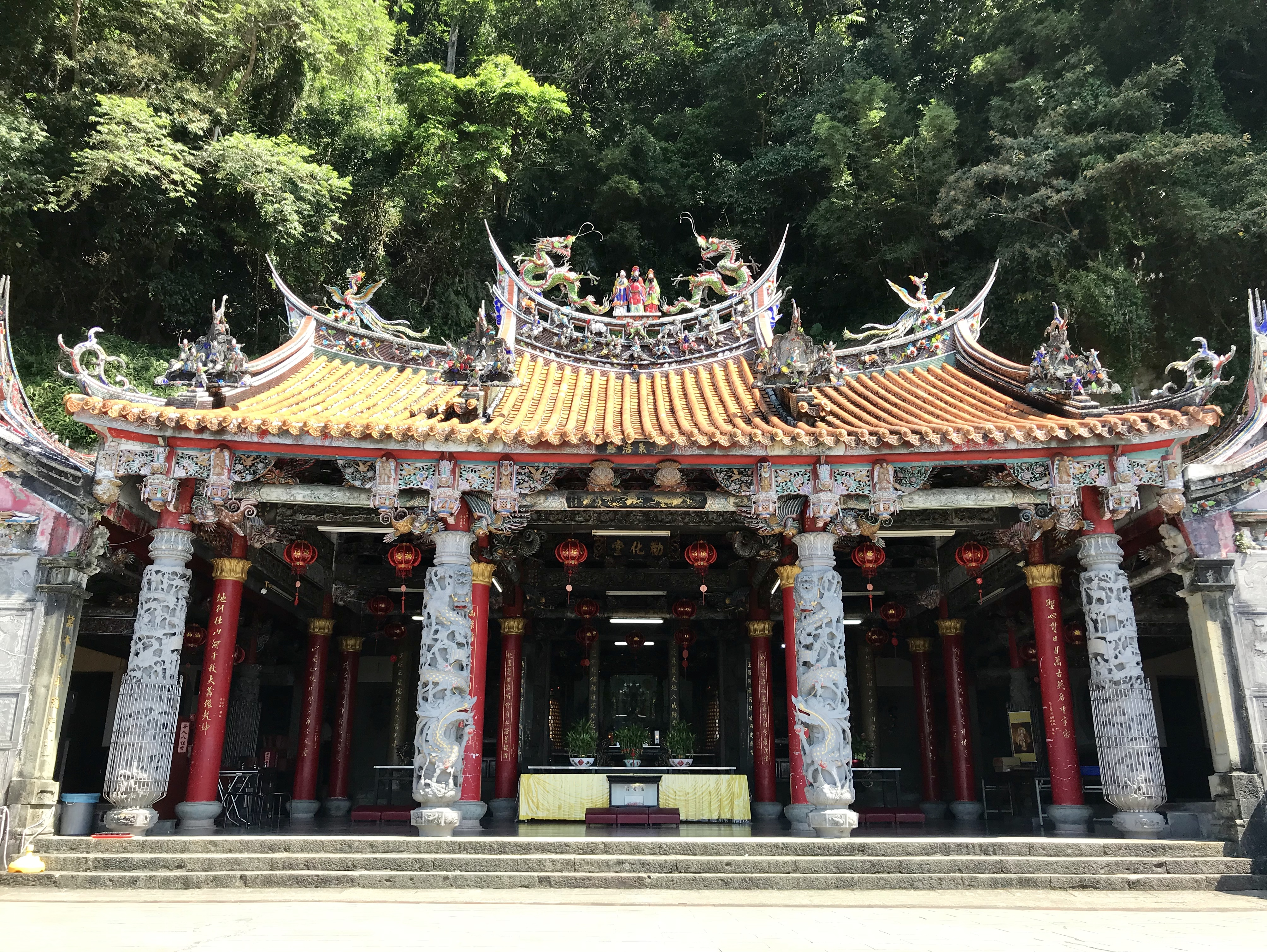
苗栗縣的獅頭山勸化堂。

鸞堂，又稱鸞門、善堂、聖堂，原指進行扶鸞的地方，引申為以扶鸞活動為中心的宗教團體。為中國傳統宗教，在台灣特別興盛，又被稱為儒宗神教。鸞堂屬於多神信仰，其神明來自道教與佛教，教義以儒教為主，有三教合一的傾向。鸞堂的組織鬆散分散，分為多個不同分支，各自信奉不同神明，最常見的是恩主公信仰。

## 概論
鸞，為青鳥，在古代信仰中為神明使者。以宗教儀式讓神明下降附身，稱為降鸞，這個儀式稱為扶鸞。通過扶鸞，被神明附身者稱為正鸞。正鸞以桃木筆在沙盤上寫字，傳達神諭，經由負責判讀，與負責記錄的助手記錄成文，稱為鸞文。進行扶鸞的地方，以及因此形成的宗教團體，稱為鸞堂。
扶鸞最早出現於宋朝，在明朝時成為民間流行的宗教儀式，羅教、白蓮教、先天教等都以扶鸞來招徠信徒。在清朝時經由不同途徑傳入台灣，形成多個派別的宗教團體，主要為齋教與鸞堂。齋教的教義接近於佛教，台灣鸞堂以儒教教義為主，因此又稱儒宗神教。
根據信仰主神的不同，台灣鸞堂可概分為恩主公信仰與母娘信仰兩個大流派。母娘信仰信奉瑤池金母，以一貫道及慈惠堂為代表。恩主公信仰的主神稱為恩主公，以關聖帝君為代表神明，也有將關聖帝君 (關公)、孚佑帝君 (呂洞賓)、司命真君 (灶神) 並列為三恩主，也有信奉五恩主或七恩主等不同流派。